# ستلایت تاون، راولپندی
ستلایت تاون، راولپندی (به انگلیسی: Satellite Town) یک منطقهٔ مسکونی در پاکستان است که در راولپندی واقع شده‌است.